# Піросмані (Дедоплісцкаро)
Піросмані (груз. ფიროსმანი) — село в Грузії.
За даними перепису населення 2014 року в селі проживає 569 осіб.